# Hôtel Danjou de la Garenne
L’hôtel Danjou de la Garenne est un hôtel particulier situé à Fougères, dans le département d'Ille-et-Vilaine.

## Localisation
L'hôtel particulier, cadastré section AT numéro 220, est situé au 32 de la rue Nationale, dans la Haute-Ville de Fougères. Celle-ci se caractérise par un tissu urbain serré largement héritier de l'époque médiévale, avec un parcellaire fait de petites entités, plus longues que larges, collées les unes aux autres le long de quelques rares rues. En dépit de nombreux incendies au XVIIIe siècle, les circonstances n'auront pas été favorables au développement de nobles demeures fougeraises, entre cour et jardin, seul l'Hôtel de la Belinaye répondant strictement à la définition d'hôtel particulier, quoique construit hors les murs, sur un redans protégeant la Porte Roger. L'Hôtel Danjou de la Garenne est donc édifié en limite de parcelle, en bordure de rue, mitoyen à droite comme à gauche d'immeubles également érigés au XIXe siècle.

## Historique
L'Hôtel Danjou de la Garenne occupe l'emplacement de l'ancien Hôtel de Farçy, propriété d'Annibal de Farcy de Montvallon, époux de Julie de Chateaubriand, sœur du célèbre écrivain. Tout comme il fut l'hôte à Fougères de l'Hôtel Gefflot de Marigny, Chateaubriand résida en cette grande maison à porche et colombage. Sous la Révolution, le comte de Farcy ayant émigré, l'immeuble fut confisqué par la Nation, puis, divisé en cinq lots, finit par être vendu le 18 décembre 1794. Intégralement rachetée par la famille Lemercier de Cures, l'antique bâtisse disparut en 1847. La propriété, qui figurait au cadastre napoléonien de 1821 à la section B numéro 591, échut par alliance à l'archéologue et collectionneur Théodore Danjou de la Garenne, lequel fit ériger l'hôtel actuel au début du Second Empire. Les Sœurs Oblates de Saint-Benoît, servantes des pauvres, arrivées à Fougères le 24 octobre 1913, firent de cette demeure leur couvent après l'avoir acquise en 1922. Revendu depuis à un particulier, l'Hôtel Danjou de la Garenne a retrouvé conséquemment sa fonction résidentielle de prestige.

## Architecture

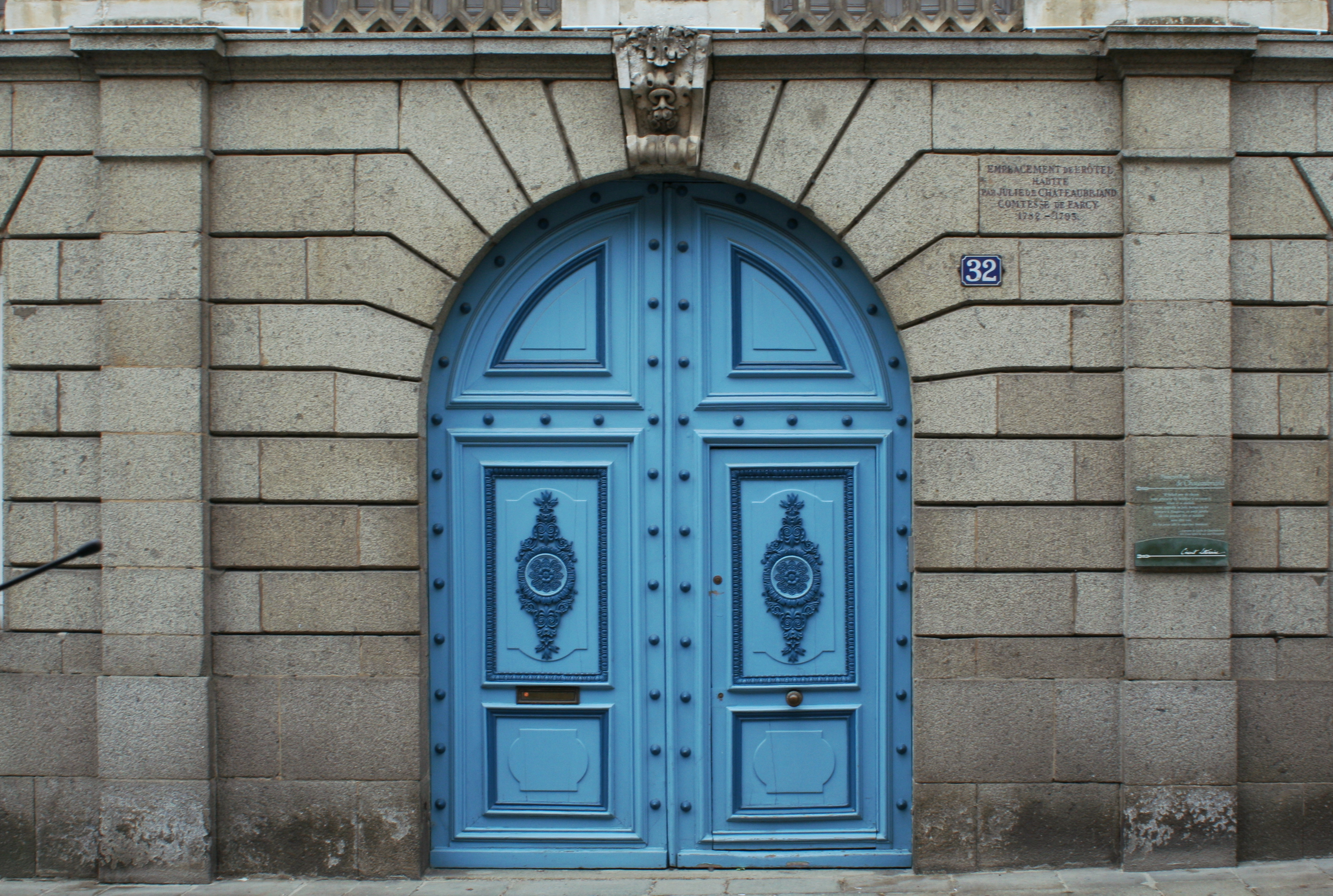
Travée centrale du rez-de-chaussée de l'Hôtel Danjou de la Garenne.

La façade principale de l'Hôtel Danjou de la Garenne constitue un unicum dans le paysage urbain fougerais par l'utilisation du tuffeau d'Angers dans une construction résidentielle. L'immeuble, à deux étages en pierre calcaire bâtis sur un haut rez-de-chaussée en granite gris de Louvigné, couvert d'un toit en ardoises pentu et agrémenté de lucarnes, revoie plus au modèle rennais de la reconstruction consécutive à l'incendie de 1720, adapté au cas d'espèce aux nouvelles techniques de construction du XIXe siècle et au goût pour l'historicisme.
La composition se veut symétrique et équilibrée : aux trois niveaux d'habitation répond un découpage en travée également tripartite, celle axiale, double et couronnée par une corniche denticulée, structurant l'ensemble. L'élan ascensionnel de la façade, généré par l'étagement des quatre pilastres scindant chaque niveau et l'emploi de hautes lucarnes, est discrètement tempéré par les lignes horizontales formées par les bossages continus du rez-de-chaussée, les balcons de l'étage noble ou encore les corniches délimitant les appartements.
Le rez-de-chaussée présente un très bel appareil de granite rythmé par quatre pilastres toscans. Une porte cochère en occupe la section centrale, son arc plein cintre, constitué de claveaux sculptés d'un bossage à anglet, s'ornant d'une agrafe de tuffeau décorée d'une chute de feuillages. Les travées latérales affectent des bossages à refend qui encadrent une grande fenêtre au linteau simulant une plate-bande. Les premières assises, plus simplement travaillées, servent de mur-bahut et sont percés de soupiraux.

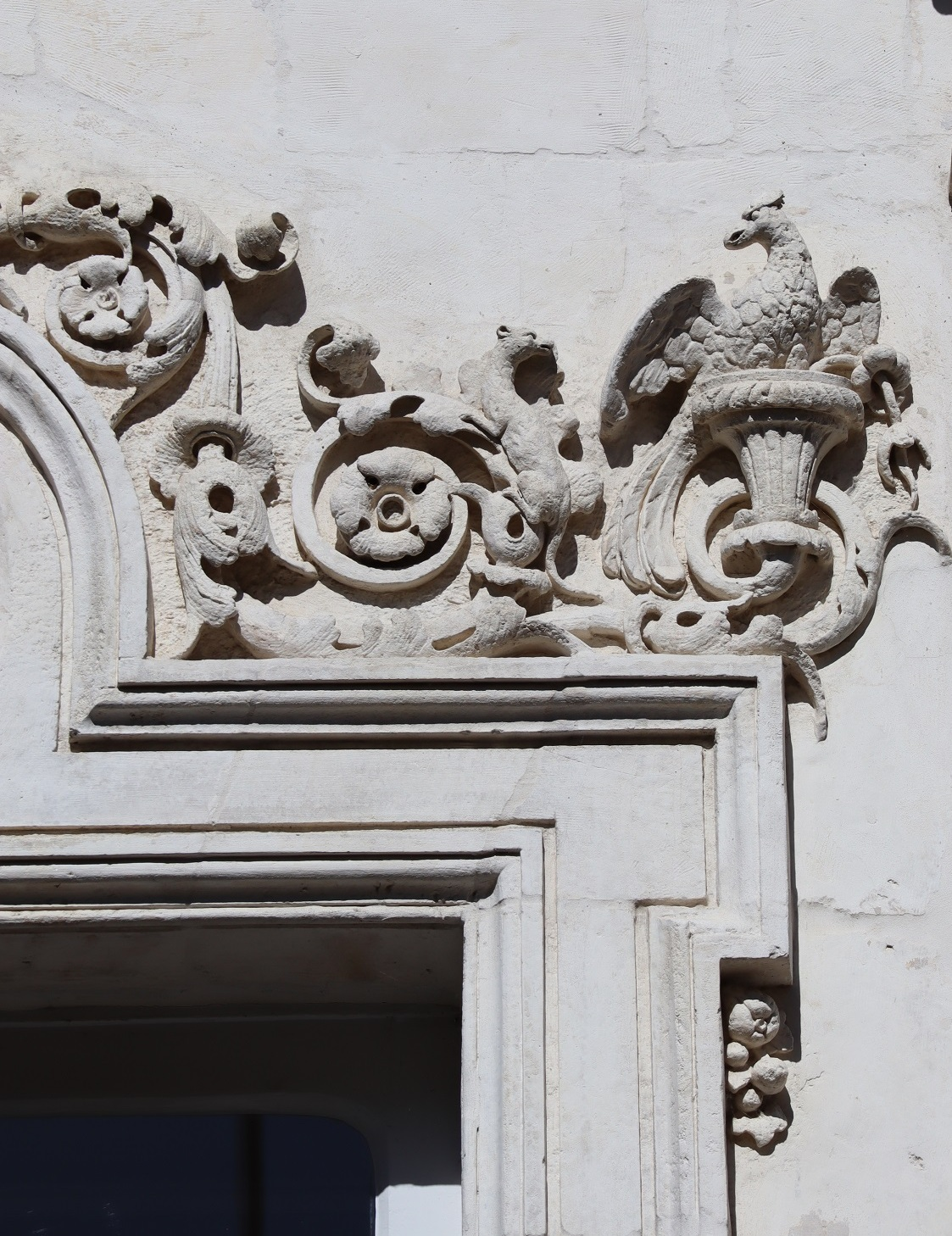
Détail du chambranle d'une baie du 1er étage.

Le premier niveau constitue l'étage noble du bâtiment. Quatre portes-fenêtres l'agrémentent, précédées de garde-corps en pierre au dessin hexagonal très caractéristique et particulièrement utilisé par l'architecte Jacques Mellet. L'utilisation du tuffeau, à partir de cet étage, a permis au sculpteur rennais Barré de faire montre de tout son talent. L'artiste applique un décor Renaissance exubérant aux éléments architectoniques structurant chaque niveau. Les pilastres se parent au premier étage de volutes feuillagées et de médaillons sculptés de têtes de monstres ou de rosaces, tandis que ceux du second, creusés de motifs triangulaires ou losangés, portent des chapiteaux animés de griffons, dragons, et autres chutes de fruits sortant de gueules léonines. Les fenêtres présentent quant à elles des chambranles à crossettes au premier étage et des corniches au second. Y règnent des guirlandes végétales fleuries, peuplées d'oiseaux, de serpents et de petits mustélidés, servant d'écrins à des médaillons représentant les rois François Ier et Henri IV ainsi que leurs maîtresses. Les fenêtres du second étage sont garnies de barres d'appui en fer forgé dont les motifs géométriques, constitués d'hexagones oblongs et de carrés posés sur la pointe, rappellent les avant-corps de l'étage noble et les incisions des pilastres du niveau supérieur.
Le couronnement de la façade de l'Hôtel Danjou de la Garenne se compose de trois hautes lucarnes occultant totalement la toiture du bâtiment. Elles éclairent un étage sous combles, mansardé, interrompant une balustrade du même dessin que les garde-corps des étages inférieurs que ponctuent quatre acrotères. Les lucarnes externes, simples, comportent une baie droite encadrée de pilastres à chapiteaux Renaissance qu'épaulent de part et d'autre des ailerons. Présentant un gable en forme de trapèze curviligne sommé d'un fronton triangulaire, elles sont couronnées par trois candélabres effilés. Au centre, la lucarne, double, est percée de deux baies en plein-cintre. Elle reprend les mêmes dispositions que ses voisines à l'exception du fronton qui, circulaire, s'orne d'une coquille.

## Galeries

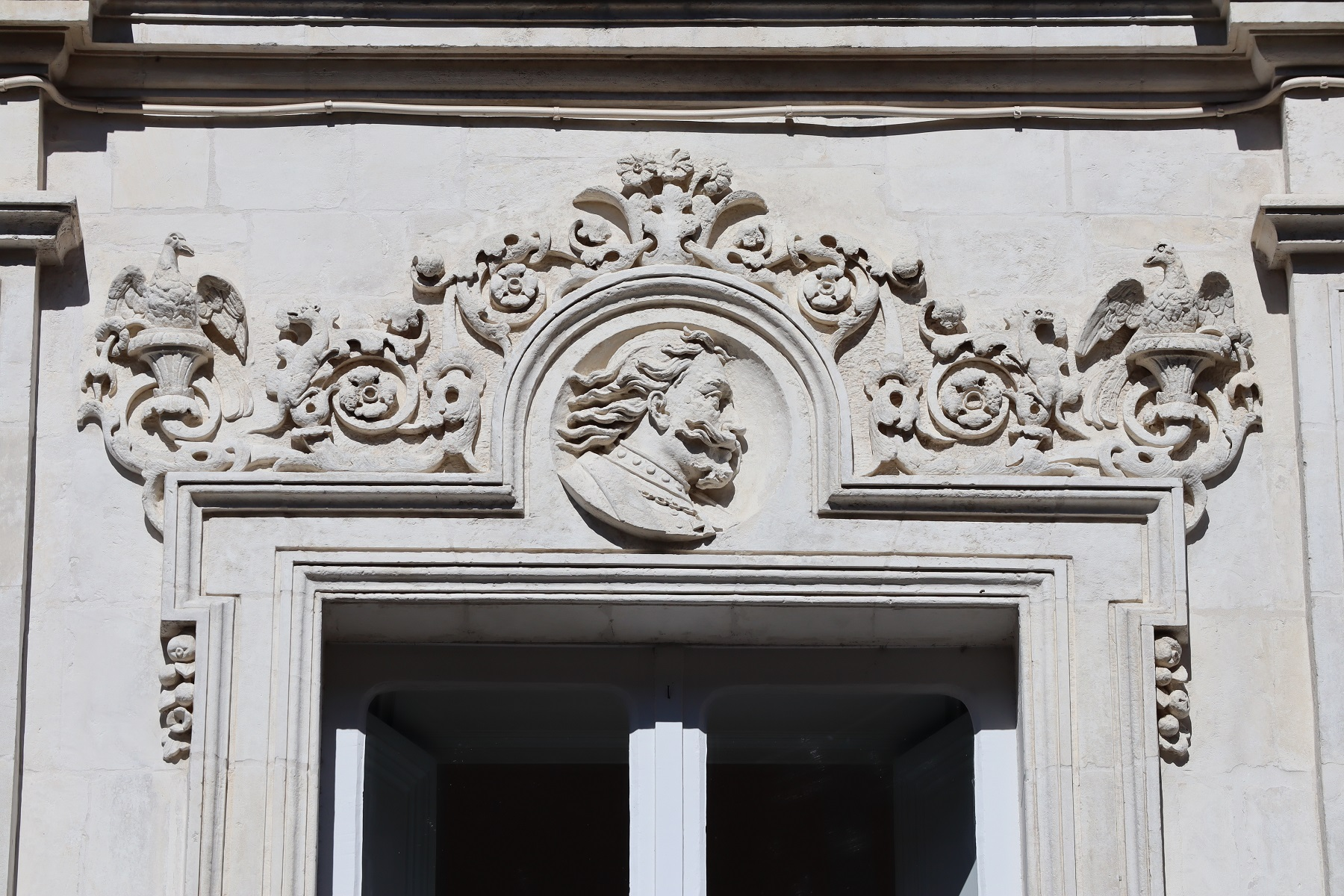
Le Vert galant.
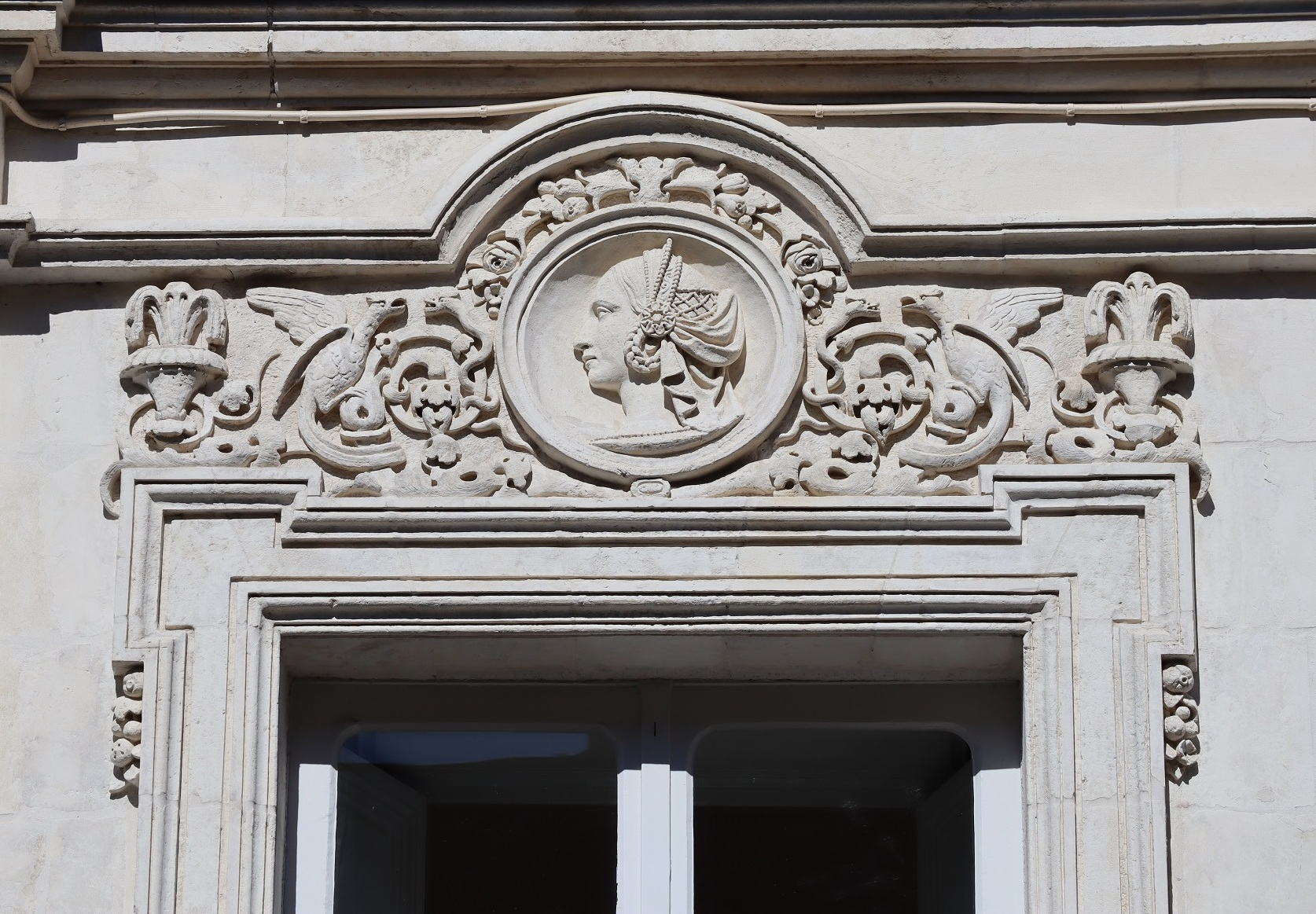
La belle Fosseuse.
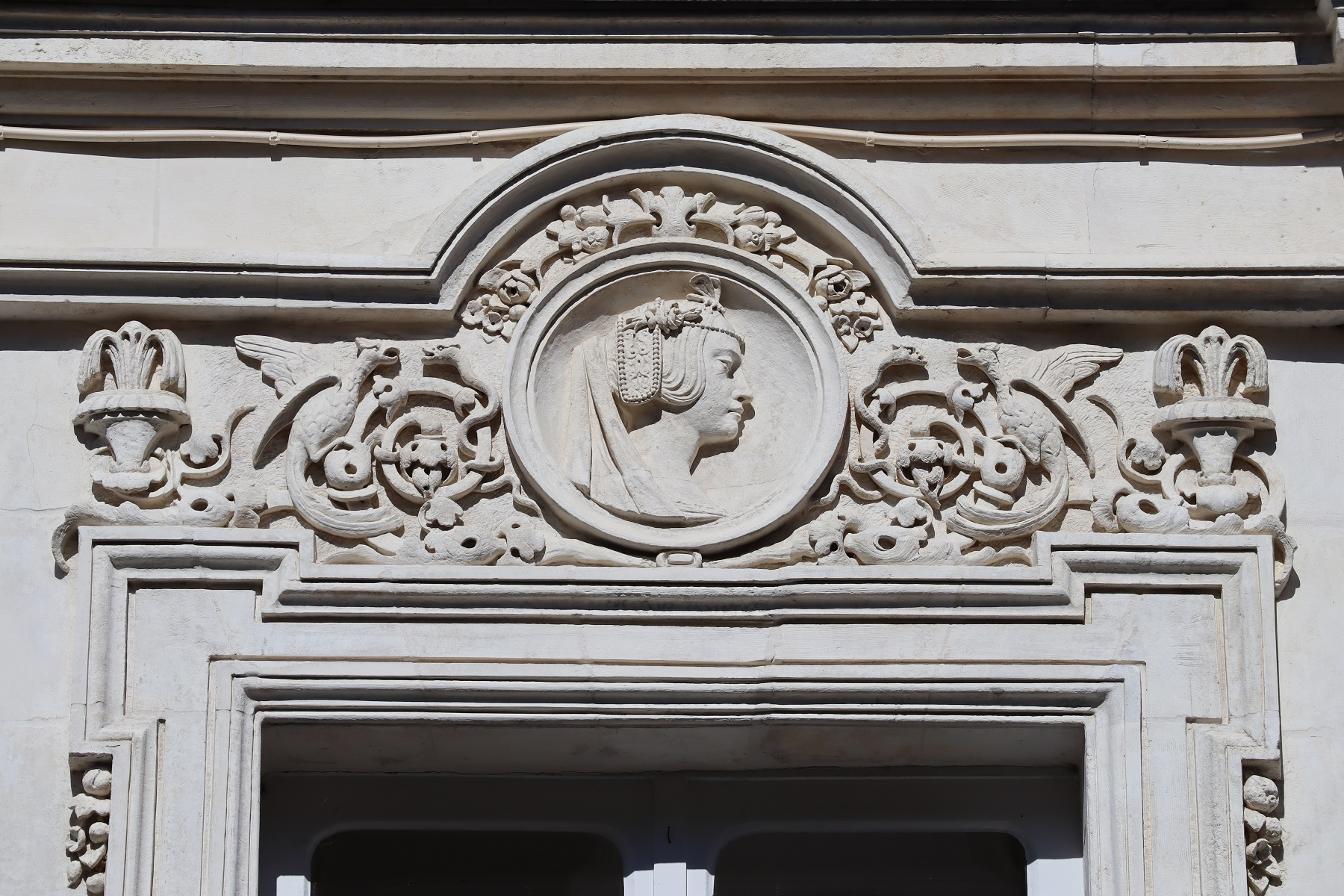
La duchesse de Valentinois.
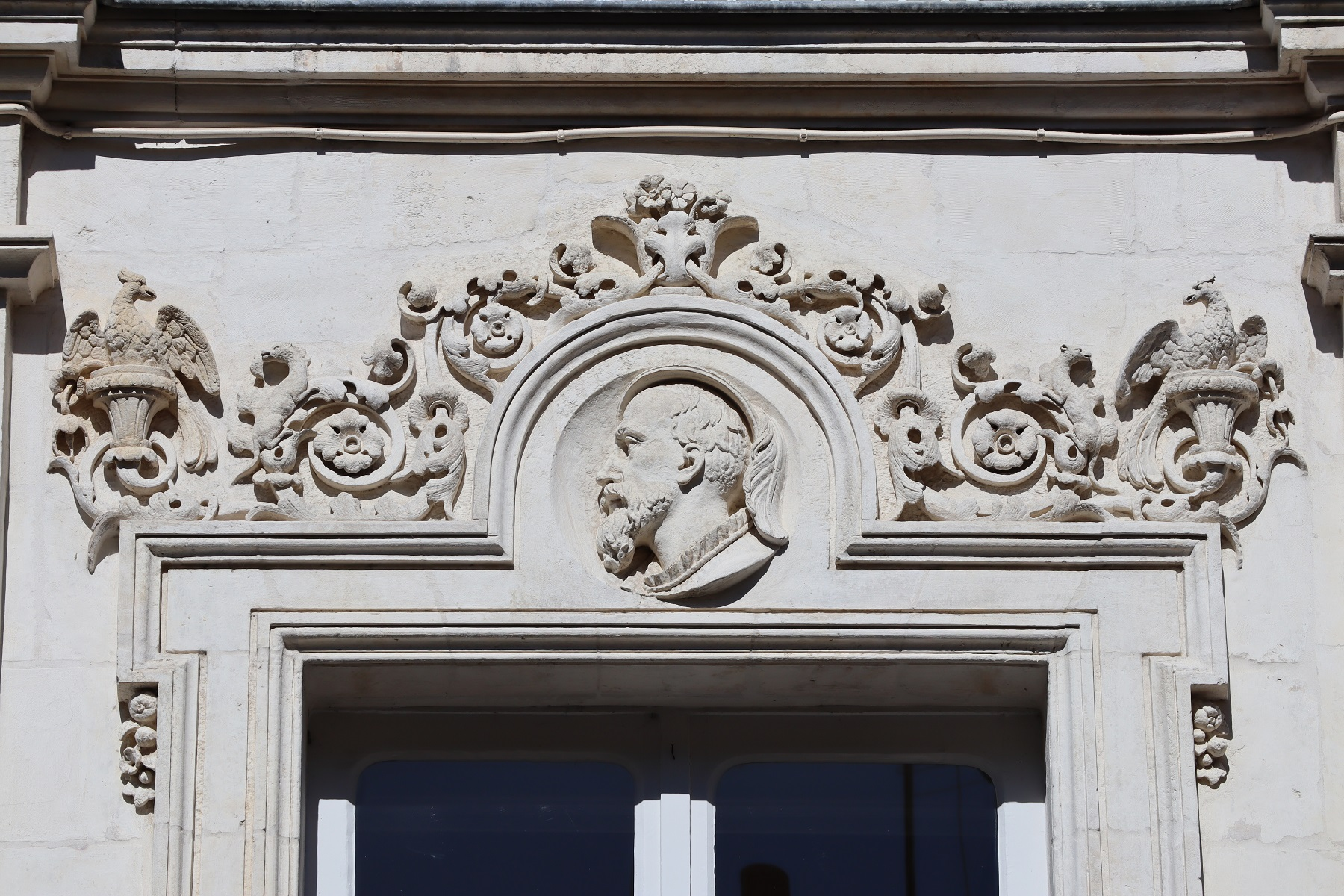
François Ier.

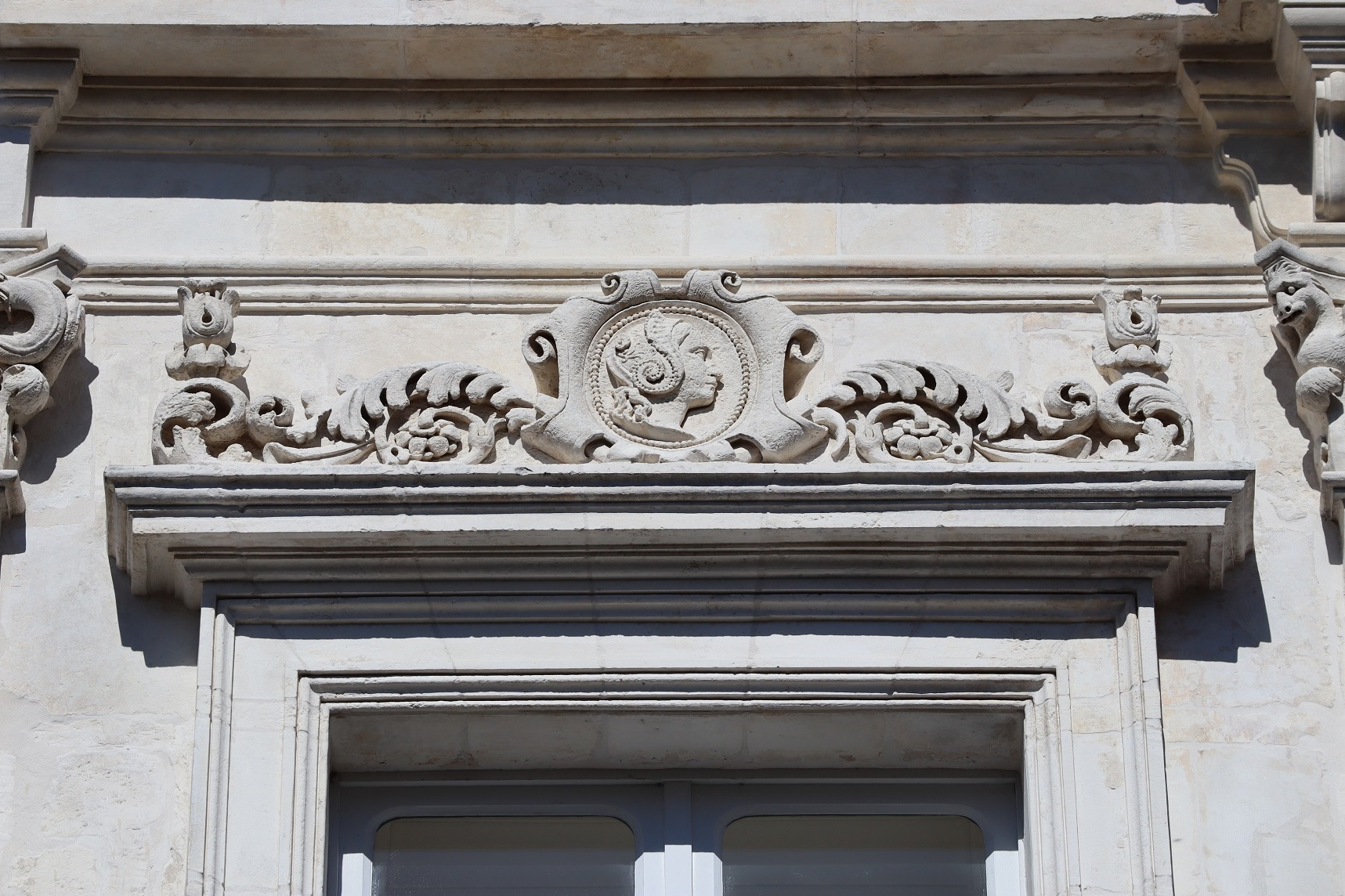
La duchesse d'Étampes.
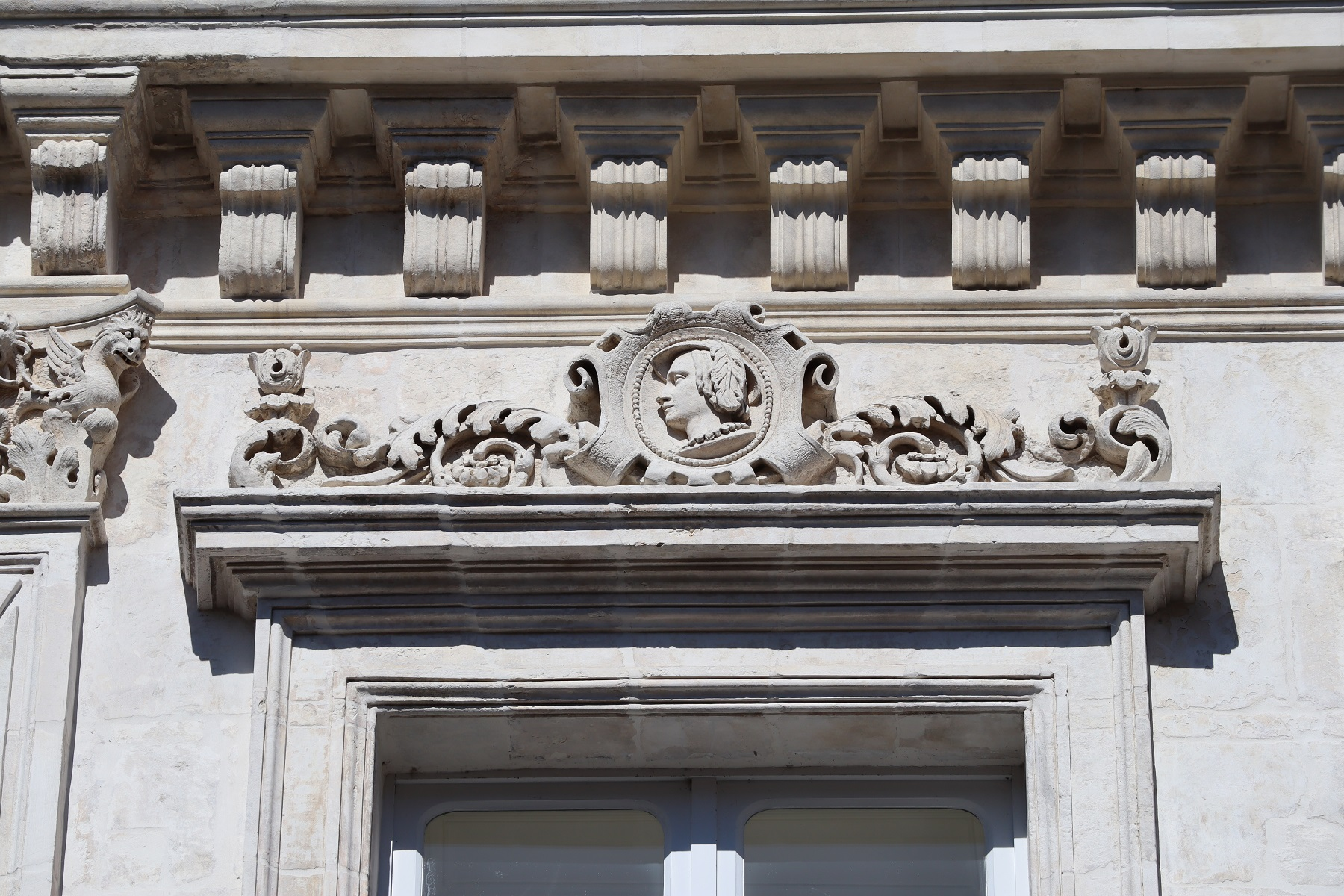
François d'Angoulême.
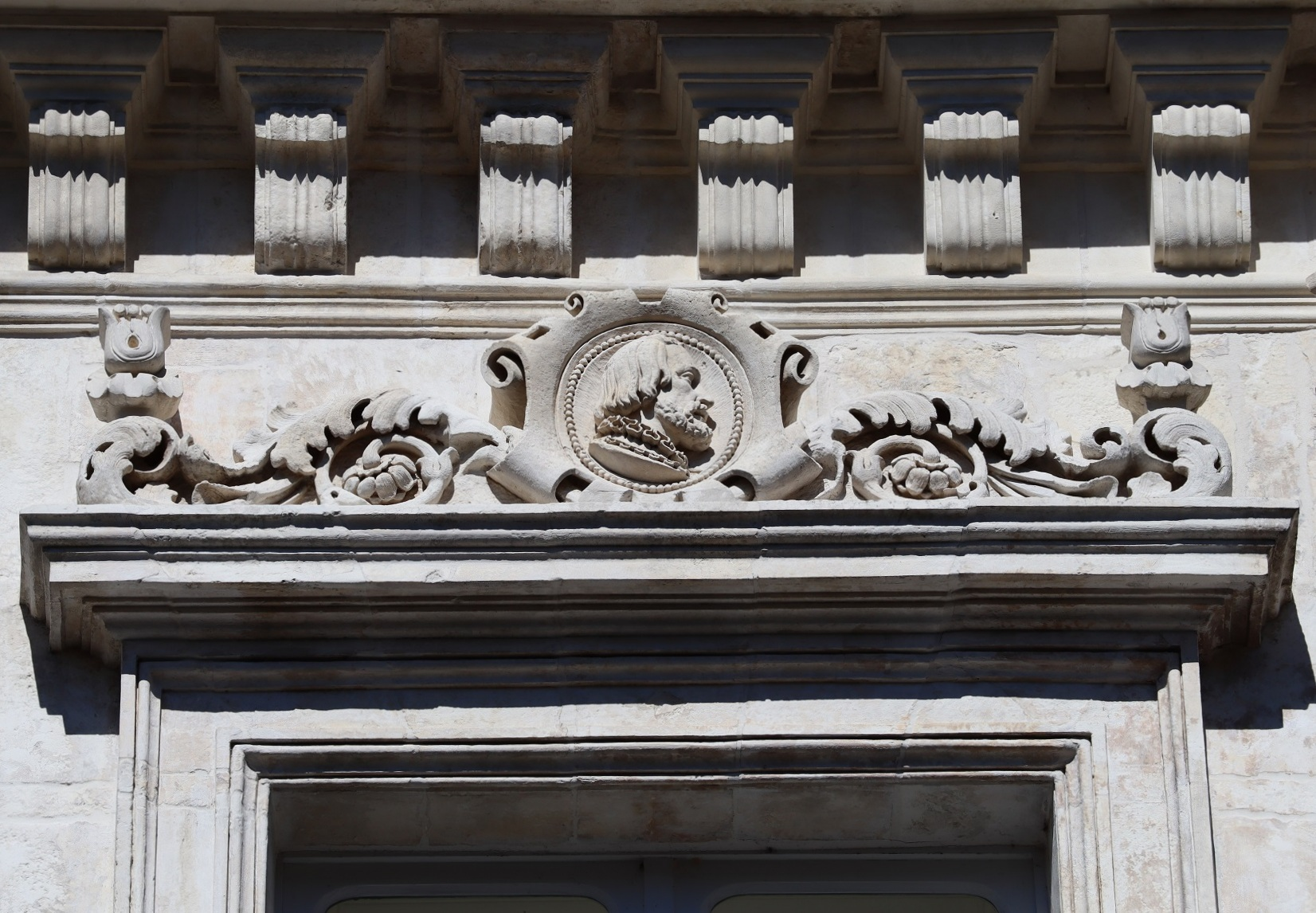
Henri IV.
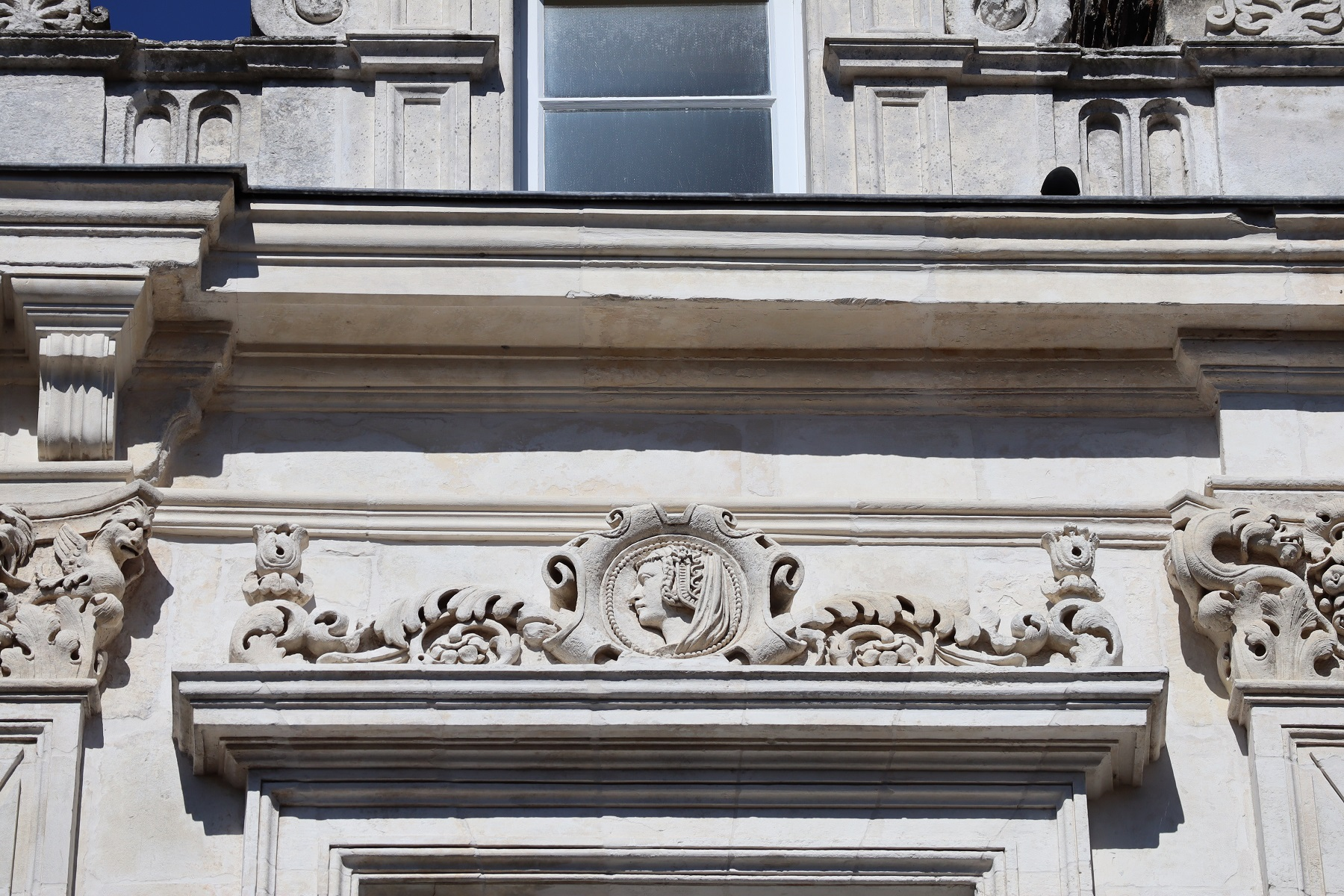
Gabrielle d'Estrées.